# Sailor Starlights
(Naoko Takeuchi, Pretty Guardian Sailor Moon, vol 12, pagina 91. Traduzione GP Publishing)
Le Sailor Starlights (セーラースターライツ?, Sērā Sutāraitsu) sono un gruppo di personaggi della serie di anime e manga Sailor Moon di Naoko Takeuchi, che fanno la loro comparsa nella saga finale della storia (quinta serie animata e ultimo arco del manga). Sulla Terra la loro identità segreta è quella dei membri del gruppo musicale Three Lights.

## Descrizione
Le Sailor Starlights sono guerriere Sailor che non appartengono al Sistema Solare, ma vengono dal pianeta Kinmoku (il nome del pianeta viene rivelato solo nel manga non nell'anime) e sono le guerriere dei tre satelliti di tale pianeta (almeno da quanto visto nell'anime).
Quando Kinmonku fu distrutto da Sailor Galaxia, le Starlights riuscirono a fuggire con la loro principessa, di cui però persero le tracce una volta giunte sulla Terra. Per riunirsi a lei, decisero di sfruttare il potere della musica, e quindi intrapresero la carriera di cantanti, affinché il loro "richiamo" giungesse alla principessa.
Il rapporto fra le Starlights e le guerriere del sistema Solare è inizialmente simile a quello di diffidenza che nella terza serie legava le guardiane divine a quelle del sistema solare esterno. Nell'anime i due gruppi hanno inizialmente un leggero avvicinamento, per poi passare a una totale rottura quando vengono fuori tutte le identità segrete. La riconciliazione fra i due gruppi avviene solo durante la battaglia finale, quando Sailor Mercury, Sailor Mars, Sailor Jupiter e Sailor Venus sacrificheranno la loro vita per salvarle e loro rimarranno al fianco di Sailor Moon fino alla fine.
Nel manga, invece, dopo che Galaxia ha preso il Sailor Crystal di Mamoru e di tutte le guerriere del sistema Solare, decidono di accompagnare Sailor Moon alla base del nemico (la stella Zero del Sagittario) insieme a ChibiChibi e alla loro principessa Kakyu; tuttavia, cadono vittima di una trappola di Sailor Lethe e i loro cristalli sono rubati da Sailor Phi e Sailor Chi.
Solo nella versione animata degli anni '90 (a differenza delle altre guerriere sailor) la loro trasformazione comporta anche un cambiamento di sesso. La loro identità segreta, infatti, è quella di tre ragazzi che formano un trio di popolari idol, chiamato Three Lights. Nel manga, invece, il loro sesso è dichiaratamente femminile, e una volta sulla Terra semplicemente si travestono da uomini. La modifica apportata da Toei Animation nella serie anime indispettì non poco l'autrice, creando molte controversie: l'azienda stessa, non avendo mai rilasciato dichiarazioni chiarificatrici in merito, e vista l'ambivalenza delle caratteristiche maschili e femminili dei tre (seppur alternate grazie ad una trasformazione) permise di considerare questi personaggi come ermafroditi.
Nella loro forma civile si chiamano tutti "Kou" ("Luce" in italiano, da cui traggono il nome del gruppo Three Lights), ma i loro cognomi sono differenti. Nella prima edizione italiana del manga nome e cognome vengono invertiti, facendoli sembrare sorelle, mentre nella seconda i loro nomi sono stati adattati con l'inglese Light. Nell'adattamento anime, invece, i Three Lights vengono chiamati direttamente con i loro cognomi (ossia Seiya, Taiki e Yaten), spacciati per i nomi propri.
Il concetto delle tre luci (san hikai) è derivato dallo scintoismo e trova una corrispondenza nel colore delle rose portate dai Three Lights nell'anime: rosso per il Sole (Seiya), bianco per la Luna (Taiki) e giallo per le stelle (Yaten)

## Sailor Starlights

### Sailor Star Fighter
Light Seiya (星野 光?, Seiya Kou), leader non ufficiale dei Three Lights, è la cantante e tastierista del gruppo (sembra avere anche una predisposizione per la batteria). È l'identità segreta della guerriera Sailor Star Fighter (in Italia nota come Sailor Star Regina del Coraggio). Dai capelli neri e gli occhi blu, Seiya è nata il 30 luglio, ha sedici anni, e il suo gruppo sanguigno è A. È solita portare con sé una rosa rossa (solo nella serie animata).
Nella versione anime, Seiya si dimostra arrogante e spocchiosa, cosa che tende ad infastidire persino i suoi stessi compagni. Tuttavia, questo lato del suo carattere nasconde un cuore buono e pronto al sacrificio. Arriva presto al contrasto con Haruka, mentre sviluppa un profondo sentimento nei confronti di Usagi, la quale, però, ancora profondamente innamorata di Mamoru, non può ricambiare completamente. Rendendosi conto dell'amore a senso unico, Seiya si dichiara ad Usagi dicendole: "Ho deciso oggi dopo il concerto ti rapisco e ti porto via con me. Vorrei soltanto averti conosciuta prima di lui".
Nel manga, il personaggio ha un carattere più freddo e moderato, maggiormente protettivo nei confronti di Usagi perché gli ricorda la sua cercatissima principessa Kakyu.

### Sailor Star Maker
Light Taiki (大気 光?, Taiki Ko), nata il 30 maggio, è una delle componenti dei Three Lights, nonché l'identità segreta della guerriera Sailor Star Maker (nome italiano Sailor Star Polvere di Stelle) e nei Three Ligths è cantante, tastierista, chitarrista e (nell'anime) compositore dei testi. Ha i capelli castani, gli occhi scuri ed è la più alta del trio.
È la più intellettuale del gruppo, e rivaleggia in intelligenza con Ami, sia nell'anime che nel manga, benché nell'anime non approvi le implicazioni romantiche che la ragazza ha nell'affrontare le cose, essendo lei molto più cinica. Nonostante ciò, Taiki in un episodio dimostra di avere un animo sensibile andando a trovare una sua piccola fan all'ospedale (sempre grazie all'intercessione di Ami). Sempre nell'anime, come Yaten, anche Taiki non approverà l'amicizia fra Seiya e Usagi, soprattutto dopo aver scoperto l'identità della seconda come guerriera Sailor.
Nella controparte cartacea invece, ha un modo molto più aperto di rapportarsi, ed è assai enigmatica,
tanto da essere definita "faccia da Poker" nel Material's Collection.

### Sailor Star Healer
Light Yaten (夜天 光?, Yaten Ko) è una delle componenti dei Three Lights (maschio nell'anime), nonché l'identità segreta della guerriera Sailor Star Healer (nome italiano Sailor Star Cuore del Futuro). Nata l'8 febbraio, ha 16 anni. Ha occhi verdi e lunghi capelli bianchi (anche se sembra che abbia i capelli grigi) e nel gruppo musicale il suo ruolo è quello di corista, tastierista, e arrangiatore delle musiche. È la componente più bassa del gruppo.
Nell'anime, è un tipo solitario e spesso ha reazioni brusche persino con le fan (cosa che Seiya e Taiki spesso gli rimproverano), anche se sembra andare d'accordo con la gattina Luna (un episodio dell'anime è dedicato a come Yaten e Luna diventano amici).
È il più estremista relativamente alla scarsa fiducia che le Sailor Starlights hanno nei confronti delle altre guerriere sailor e agli umani in generale. Inoltre sembra essere dotato di un qualche potere, che gli permette di capire quando uno Star Seed è stato rubato.
Nel manga invece, tende ad essere meno asociale e un po' sarcastica, ma sempre molto egoista e senza particolari interessi.
Infatti nel capitolo del manga STARS 2 Taiki trova Usagi che scrive una lettera a Mamoru e gliela ruba leggendola ad alta voce dicendo in modo scherzoso: «Ma che brutta calligrafia!».

### Attacchi
| Nome originale         | Traduzione                | Nome italiano (anime)          | Uso nella serie |
| ---------------------- | ------------------------- | ------------------------------ | --------------- |
| Sailor Star Fighter    |                           |                                |                 |
| Star serious laser     | Furioso laser stellare    | Energia stellare, all'attacco! | anime/manga     |
| Sailor Star Maker      |                           |                                |                 |
| Star gentle uterus     | Soave sorgente stellare   | Potenza stellare, all'attacco! | anime/manga     |
| Sailor Star Healer     |                           |                                |                 |
| Star sensitive inferno | Delicato inferno stellare | Forza stellare, all'attacco!   | anime/manga     |

Trasformazioni
| Formula originale            | Formula italiana (anime) 1^ e 2^ replica                                                        | Uso nella serie |
| ---------------------------- | ----------------------------------------------------------------------------------------------- | --------------- |
| Sailor Star Fighter          |                                                                                                 |                 |
| Fighter Star Power, Make Up! | Potere Stellare del Coraggio, Vieni a Me! Sorella Gemella del Coraggio, Vieni a Me!             | anime/manga     |
| Sailor Star Maker            |                                                                                                 |                 |
| Maker Star Power, Make Up!   | Potere Stellare Infinito/Potere delle Stelle, Vieni a Me! Sorella Gemella Infinita, Vieni a Me! | anime/manga     |
| Sailor Star Healer           |                                                                                                 |                 |
| Healer Star Power, Make Up!  | Potere Stellare del Cuore, Vieni a Me! Sorella Gemella del Cuore, Vieni a Me!                   | anime/manga     |

## Doppiatrici e Attrici
Le Sailor Starlights sono doppiate da Shiho Niiyama (Seiya/Sailor Star Fight), Tsunoda Namuri (Taiki/Sailor Star Maker) e Chika Sakamoto (Yaten/Sailor Star Helar), mentre in italiano Seiya è doppiato da Nicola Bartolini Carrassi e Sailor Star Regina Del Coraggio da Francesca Cassola, Taiki da Diego Sabre e Sailor Star Polvere Di Stelle da Francesca Bielli e Yaten da Simone D'Andrea e Sailor Star Cuore Del Futuro da Jenny De Cesarei.
In Sailor Moon Cosmos sono doppiate da Marina Inoue (Seiya/Sailor Star Fighter), Ayane Sakura (Yaten/Sailor Star Healar) e Saori Hayami (Taiki/Sailor Star Maker), mentre in italiano sono doppiate da Benedetta Degli Innocenti (Seiya/Sailor Star Fighter), Martina Felli (Yaten/Sailor Star Healer) e Connie Bismuto (Taiki/Sailor Star Maker).
Nei musical Seiya è stata interpretata da 3 attrici: Sayuri Katayama (1996-1998) e Chinatsu Akiyama (2003-2004), Meiku Harukawa (2017).
Nei musical Taiki è stata interpretata da 3 attrici: Hikari Ono (1996-1998) e Akiko Nakayama (2003-2004), Riona Tatemichi (2017).
Nei musical Yaten è stata interpretata da 3 attrici: Momoko Okuyama (1996-1998) e Mikako Tabe (2003-2004), Saki Matsuda (2017).

## Canzoni dei Three Lights
- "Nagareboshi he" (A una stella cadente[9]), canzone cantata dai Three Lights, esplicitamente dedicata alla Principessa Kakyuu.
- "Todokanu Omoi: My Friend's Love" (Sentimenti irraggiungibili: My Friend's Love), altra canzone dei Three Lights, pubblicata anche in CD, sul mercato giapponese.
- "Bokutachi no Uta wo Kite" (Ascolta la nostra canzone), versione strumentale di "Todokanu Omoi: My Friend's Love", eseguita con Michiru Kaiou al violino.
- "Ginga Ichi Mibun Chigai na Kataomoi" (Una galassia di differenza: amore a senso unico), canzone da solista di Kou Seiya, pubblicata anche in CD, sul mercato giapponese.
- "Chikara wo Awasete" (Unendo le forze), canzone da solista di Kou Taiki, pubblicata anche in CD, sul mercato giapponese.
- "Mayonaka Hitori" (Solo a mezzanotte), canzone da solista di Kou Yaten, pubblicata anche in CD, sul mercato giapponese.

## Controversie
La presenza delle Sailor Starlights nell'anime è stata oggetto di pesanti critiche, e consecutivamente di pesanti censure, nell'adattamento italiano di Sailor Moon Sailorstars. In un primo momento anche nell'adattamento italiano i Three Lights cambiavano di sesso come nella versione originale. Dopo le critiche della psicologa Vera Slepoj, le quali dicevano che i bambini maschi, appassionati di Sailor Moon, giungevano a identificarsi con la protagonista e quindi ad avere orientamenti omosessuali dopo la visione dell'anime, a partire dall'ep. 188 si optò per la scelta di far diventare le guerriere non identità segrete dei Three Lights, bensì loro sorelle gemelle, che prendevano fisicamente il posto dei ragazzi nel momento dei combattimenti. Si andò così a creare un'invereconda storpiatura della versione originale, perdipiù compromettente per la comprensibilità di molti passaggi della serie. L'adattamento non teneva conto infatti che due gemelli identici sono sempre omozigoti, quindi dello stesso sesso.